# Gerbillus pulvinatus
Gerbillus pulvinatus és una espècie de mamífer rosegador de la família dels múrids. Viu a Djibouti, el sud-oest d'Etiòpia, el nord-oest de Kenya i, possiblement, el sud-est del Sudan del Sud. Ocupa una gran varietat d'hàbitats secs, des de les planes rocoses fins als herbassars oberts. És una espècie en risc mínim, és a dir, no sembla que hi hagi cap amenaça significativa per a la seva supervivència. El seu nom específic, pulvinatus, significa ‘en forma de coixí’ en llatí.